# Benidorm Fest 2022
La prima edizione del Benidorm Fest si è svolta dal 26 al 29 gennaio 2022 presso il Palau Municipal d'Esports l'Illa di Benidorm e ha selezionato il rappresentante della Spagna all'Eurovision Song Contest 2022 a Torino.
La vincitrice è stata Chanel con SloMo.

## Organizzazione
L'emittente Radiotelevisión Española (RTVE) ha confermato la partecipazione della Spagna all'Eurovision Song Contest 2022 annunciando inoltre l'organizzazione, dopo due anni di pausa, di una nuova finale nazionale per selezionare il proprio rappresentante.
Il 22 luglio 2021 è stata annunciata la città di Benidorm, in collaborazione con la Generalitat Valenciana, come sede della nuova selezione nazionale denominata Benidorm Fest. Il concorso, creato ispirandosi al Festival de la Canción de Benidorm che ha avuto luogo in 39 occasioni fra il 1959 e il 2006, si è articolato in due semifinali e una finale, in cui quattordici candidati, divenuti poi tredici, hanno eseguito dal vivo i loro brani.
Il 29 settembre 2021 l'emittente ha dato la possibilità agli aspiranti partecipanti di inviare i propri brani entro il 29 ottobre dello stesso anno, scadenza poi estesa fino al successivo 10 novembre.
Il pubblico (composto dal televoto più una giuria demoscopica composta da un campione della popolazione spagnola di 350 individui selezionato con criteri statistici) e una giuria internazionale hanno votato le loro canzoni preferite, con il risultato finale determinato dalla combinazione delle varie votazioni.

### Giuria
La giuria è stata composta da:
- Estefanía García, soprano e coordinatrice dell'Orchestra Sinfonica della RTVE
- Miryam Benedited, coreografa
- Natalia Calderón, cantate e attrice
- Marvin Dietmann, scenografo
- Felix Bergsson, capodelegazione dell'Islanda all'Eurovision Song Contest

## Partecipanti
RTVE ha selezionato i 14 partecipanti fra le 886 proposte ricevute, annunciati il 10 dicembre 2021. Tutti i brani sono stati resi disponibili entro il successivo 21 dicembre.
Il 23 gennaio 2022 Luna Ki ha annunciato, attraverso il suo account Twitter, il ritiro dalla competizione citando problemi sull'utilizzo dell'Auto-Tune nella sua esibizione dal vivo, in conflitto con il regolamento del concorso europeo.
| Artista           | Titolo               | Lingua                      | Compositori                                                                                 |
| ----------------- | -------------------- | --------------------------- | ------------------------------------------------------------------------------------------- |
| Azúcar Moreno     | Postureo             | Spagnolo                    | Miguel Linde, Alberto Lorite, David Parejo                                                  |
| Blanca Paloma     | Secreto de agua      | Spagnolo                    | Blanca Paloma, Antón Serrats, Tomás Virgós, Pablo Serrano                                   |
| Chanel            | SloMo                | Spagnolo, inglese           | Leroy Sanchez, Keith Harris, Ibere Fortes, Maggie Szabo, Arjen Thonen                       |
| Gonzalo Hermida   | Quién lo diría       | Spagnolo                    | Gonzalo Hermida, David Santisteban                                                          |
| Javiera Mena      | Culpa                | Spagnolo                    | Javiera Mena                                                                                |
| Luna Ki           | Voy a morir          | Spagnolo, inglese, francese | Luna Ki, Miguel García, Vanity Vercetti, Alejandro Fierro                                   |
| Marta Sango       | Sigues en mi mente   | Spagnolo                    | Marta Sango, Marco Frías, Mané López                                                        |
| Rayden            | Calle de la llorería | Spagnolo                    | David Martínez Álvarez, François Le Goffic                                                  |
| Rigoberta Bandini | Ay mamá              | Spagnolo                    | Rigoberta Bandini, Esteban Navarro Dordal, Stefano Maccarrone                               |
| Sara Deop         | Make You Say         | Spagnolo, inglese           | Leroy Sanchez, Camille Purcell, Linus Nordstrom, Frank Nobel                                |
| Tanxugueiras      | Terra                | Galiziano                   | Olaia Maneiro Argibay, Sabela Maneiro Argibay, Aida Tarrío Torrado, Iago Pico Freire        |
| Unique            | Mejores              | Spagnolo                    | Marco Dettoni, Manu Chalud, Armando Valenzuela, Carlos Almazán, Javier López, Raúl Madroñal |
| Varry Brava       | Raffaella            | Spagnolo                    | Óscar Ferrer, Aarön Sáez, Vicente Illescas                                                  |
| Xeinn             | Eco                  | Spagnolo, inglese           | Carlos Marco, Jimmy Jansson, Marcus Winther-John, Thomas G:son                              |

## Semifinali

### Prima semifinale
La prima semifinale si è tenuta il 26 gennaio 2022 presso il Palau Municipal d'Esports l'Illa di Benidorm. L'ordine di uscita è stato reso noto il 13 gennaio 2022; in seguito al ritiro di Luna Ki, che si sarebbe dovuta esibire per prima, tutti i partecipanti sono saliti di una posizione rispetto alla scaletta originale.
Salvador Sobral, vincitore dell'Eurovision Song Contest 2017, e i Marlon si sono esibiti come ospiti speciali della serata, rispettivamente con i brani Fui ver meu amor e De perreo.
Ad accedere alla finale sono stati i Varry Brava, Blanca Paloma, le Tanxugueiras e Chanel.
| # | Artista       | Titolo          | Giuria | Pubblico | Pubblico    | Totale | Posizione |
| # | Artista       | Titolo          | Giuria | Televoto | Demoscopica | Totale | Posizione |
| - | ------------- | --------------- | ------ | -------- | ----------- | ------ | --------- |
| 1 | Luna Ki       | Voy a morir     | –      | –        | –           | –      | –         |
| 2 | Varry Brava   | Raffaella       | 39     | 20       | 15          | 74     | 4         |
| 3 | Azúcar Moreno | Postureo        | 39     | 12       | 18          | 69     | 5         |
| 4 | Blanca Paloma | Secreto de agua | 41     | 18       | 20          | 79     | 3         |
| 5 | Unique        | Mejores         | 28     | 15       | 12          | 55     | 6         |
| 6 | Tanxugueiras  | Terra           | 38     | 30       | 25          | 93     | 2         |
| 7 | Chanel        | SloMo           | 55     | 25       | 30          | 110    | 1         |

### Seconda semifinale
La seconda semifinale si è tenuta il 27 gennaio 2022 presso il Palau Municipal d'Esports l'Illa di Benidorm. L'ordine di uscita è stato reso noto il 13 gennaio 2022; dopo essere risultato positivo al virus COVID-19, Gonzalo Hermida ha preso parte al concorso con il videoclip ufficiale del brano Quién lo diría.
Ruth Lorenzo, rappresentante della Spagna all'Eurovision Song Contest 2014, e i Niña Polaca si sono esibiti come ospiti speciali della serata, rispettivamente con i brani Bailar pegados e Nora.
Ad accedere alla finale sono stati Xeinn, Gonzalo Hermida, Rigoberta Bandini e Rayden.
| # | Artista           | Titolo               | Giuria | Pubblico | Pubblico    | Totale | Posizione |
| # | Artista           | Titolo               | Giuria | Televoto | Demoscopica | Totale | Posizione |
| - | ----------------- | -------------------- | ------ | -------- | ----------- | ------ | --------- |
| 1 | Xeinn             | Eco                  | 46     | 20       | 15          | 81     | 3         |
| 2 | Marta Sango       | Sigues en mi mente   | 36     | 15       | 12          | 63     | 5         |
| 3 | Javiera Mena      | Culpa                | 28     | 12       | 10          | 50     | 6         |
| 4 | Gonzalo Hermida   | Quién lo diría       | 28     | 18       | 30          | 76     | 4         |
| 5 | Rigoberta Bandini | Ay mamá              | 56     | 30       | 25          | 111    | 1         |
| 6 | Rayden            | Calle de la llorería | 45     | 25       | 20          | 90     | 2         |
| 7 | Sara Deop         | Make You Say         | 21     | 10       | 18          | 49     | 7         |

## Finale
La finale si è tenuta il 29 gennaio 2022 presso il Palau Municipal d'Esports l'Illa di Benidorm. L'ordine di uscita è stato reso noto il 28 gennaio 2022; come accaduto in occasione della semifinale, dopo essere risultato positivo al virus COVID-19, Gonzalo Hermida ha preso parte al concorso con il videoclip ufficiale del brano Quién lo diría.
Pastora Soler, rappresentante della Spagna all'Eurovision Song Contest 2012, ha aperto l'evento cantando il suo brano eurovisivo Quédate conmigo e si è esibita nuovamente con il nuovo singolo Qué hablen de mí durante il conteggio dei voti. Nia Correia e Nyno Vargas, gli altri due ospiti della serata, hanno presentato il loro duetto Me muero de risa.
Chanel è risultata la vincitrice del festival dopo avere ottenuto il punteggio più alto dalla giuria di esperti, nonché il secondo più alto dalla giuria demoscopica e il terzo dal televoto. Rigoberta Bandini ha conquistato la medaglia d'argento arrivando seconda nel voto della giuria e nel televoto e terza nel voto della demoscopica. Le Tanxugueiras sono state le vincitrici di entrambe le votazioni del pubblico, ma la loro terzultima posizione nel voto della giuria di esperti le ha costrette a fermarsi al terzo posto nella graduatoria finale.
| # | Artista           | Titolo               | Giuria | Pubblico    | Pubblico | Totale | Posizione |
| # | Artista           | Titolo               | Giuria | Demoscopica | Televoto | Totale | Posizione |
| - | ----------------- | -------------------- | ------ | ----------- | -------- | ------ | --------- |
| 1 | Rayden            | Calle de la llorería | 37     | 15          | 15       | 67     | 4         |
| 2 | Tanxugueiras      | Terra                | 30     | 30          | 30       | 90     | 3         |
| 3 | Varry Brava       | Raffaella            | 25     | 12          | 18       | 55     | 6         |
| 4 | Chanel            | SloMo                | 51     | 25          | 20       | 96     | 1         |
| 5 | Rigoberta Bandini | Ay mamá              | 46     | 20          | 25       | 91     | 2         |
| 6 | Xeinn             | Eco                  | 30     | 5           | 10       | 45     | 7         |
| 7 | Gonzalo Hermida   | Quién lo diría       | 12     | 18          | 5        | 35     | 8         |
| 8 | Blanca Paloma     | Secreto de agua      | 39     | 10          | 12       | 61     | 5         |

## Ascolti
| Puntata    | Messa in onda   | Telespettatori | Share  | Note   |
| ---------- | --------------- | -------------- | ------ | ------ |
| Semifinali | 26 gennaio 2022 | 1 534 000      | 11,80% | [ 22 ] |
| Semifinali | 27 gennaio 2022 | 1 728 000      | 14,20% | [ 23 ] |
| Finale     | 29 gennaio 2022 | 2 966 000      | 21,00% | [ 24 ] |
| Media      | Media           | 2 076 000      | 15,70% |        |